# フレディ・リンコン
フレディ・エウセビオ・リンコン・バレンシア（Freddy Eusebio Rincón Valencia, 1966年8月14日 - 2022年4月13日）は、コロンビア・バジェ・デル・カウカ県ブエナベントゥーラ出身の元サッカー選手。ポジションはミッドフィールダー。

## 経歴
1990年に代表に初招集される。同年のイタリアW杯、1994年のアメリカW杯、1998年のフランスW杯と3度のワールドカップを経験した。1993年と1995年のコパ・アメリカにも出場している。
1994-95シーズン、セリエAのナポリに所属し大活躍をしたが、彼を留める金銭はナポリにはなかった。
翌シーズンはスペインのレアル・マドリードへ移籍するが、人種差別を受け、思うような結果が残せずにヨーロッパを去ることになる。
2022年4月11日、故郷のバジェ・デル・カウカ県の県都サンティアゴ・デ・カリ市内にて、乗車していた乗用車とバスが衝突。リンコンは頭部に重傷を負い、重体と発表されていたが、懸命な治療の甲斐もなく、13日に死去したことが発表された。

## エピソード
2005年8月20日にブラジルのSão Paulo Perdizes Stakeで洗礼を受けたモルモン教徒である。
2007年にコカイン密輸の共犯と資金洗浄の疑いでコロンビアとパナマで犯罪捜査が行われ、5月10日にサンパウロ警察が身柄を拘束した。2013年8月、バジェ・デル・カウカ県で交通事故にあい地元の病院で手術を受けた。
子供のSebastián RincónはポルトガルのヴィトーリアSCに所属する。

## 所属クラブ
- アトレティコ・ブエナベントゥーラ（スペイン語版） 1986-1988
- インデペンディエンテ・サンタフェ 1988-1990
- アメリカ・デ・カリ 1990-1993
- SEパルメイラス 1993-1994
- SSCナポリ 1994-1995
- レアル・マドリード 1995-1996
- SEパルメイラス 1996-1997
- SCコリンチャンス・パウリスタ 1997-2000
- サントスFC 2000
- クルゼイロEC 2001
- SCコリンチャンス・パウリスタ 2004

## 代表歴

### 出場大会
- コロンビア代表
  - 1990 FIFAワールドカップ
  - 1994 FIFAワールドカップ
  - 1998 FIFAワールドカップ

### 試合数
- 国際Aマッチ 84試合 17得点（1990年-2001年）[2]

| コロンビア代表 | 国際Aマッチ | 国際Aマッチ |
| 年             | 出場        | 得点        |
| -------------- | ----------- | ----------- |
| 1990           | 12          | 3           |
| 1991           | 11          | 2           |
| 1992           | 2           | 0           |
| 1993           | 15          | 6           |
| 1994           | 5           | 1           |
| 1995           | 12          | 3           |
| 1996           | 7           | 1           |
| 1997           | 7           | 0           |
| 1998           | 7           | 1           |
| 1999           | 1           | 0           |
| 2000           | 4           | 0           |
| 2001           | 1           | 0           |
| 通算           | 84          | 17          |